# Asteroid

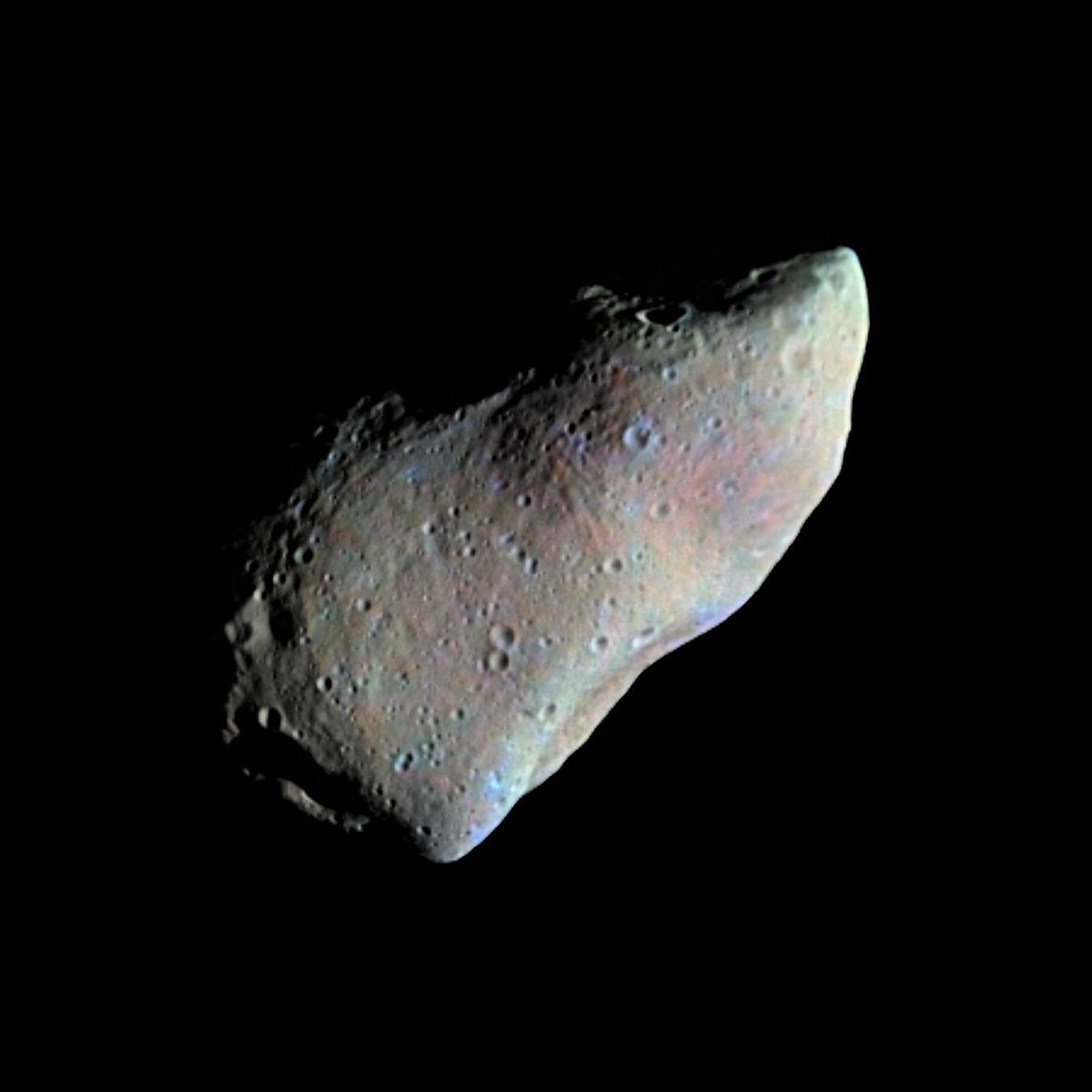
Planetka 951 Gaspra na fotografii sondy Galileo

Asteroid je starší a nepřesné, ale stále často používané označení těles, která se správně nazývají planetky. Nepřesné pojmenování asteroid má historické kořeny z období, kdy byla známá pouze dvě tělesa. V době, kdy bylo objeveno už několik desítek těles, bylo přijato nové označení tohoto dosud neznámého typu těles – planetka. V angličtině a dalších jazycích se však termín asteroid i nadále používá.
První takové těleso objevil Giuseppe Piazzi v Palermu 1. ledna 1801. Objekt dostal název Ceres. Tehdy se myslelo, že byla objevena nová planeta sluneční soustavy. Označení asteroid (latinsky hvězdě podobný) pochází od Williama Herschela z roku 1802: Pro tento jejich hvězdný vzhled, pokud mohu použít takového výrazu, tedy proto jsem si vytvořil vlastní pojmenování a nazývám je asteroidy; vyhrazuji si však nicméně volnost změnit toto pojmenování, jestliže jiné, výstižnější povaze jejich, se objeví. Pojmenování bylo použito k popisu jejich malé zdánlivé velikosti, nikoliv k odlišení od ostatních planet (na počátku 19. století se myslelo, že byly objeveny další planety sluneční soustavy).
Pojmenování asteroid tedy vychází z toho, jak tyto objekty v dalekohledu vypadaly: byly to malé body, stejně jako hvězdy (kdežto u planet šlo pozorovat kotoučky a případně i některé povrchové útvary jako pásy na Jupiteru či Saturnu nebo tmavší oblasti či polární čepičky na Marsu). Takže tyto objekty byly vzhledově hvězdám podobné (což je přesný překlad slova aster-oid) a lišily se pouze rychlým pohybem na pozadí hvězd.
V 50. letech 19. století bylo objeveno už asi 30 takových těles a byla už i první měření či odhady jejich velikostí (byť nepřesné) a astronomové si uvědomili, že popisné pojmenování asteroid nevystihuje podstatu těchto objektů. Proto se skupina astronomů, kteří se v polovině 19. století těmto tělesům nejvíce věnovali, rozhodla, že tato tělesa by měla být zvláštní kategorií těles ve sluneční soustavě a měla by se nazývat minor planets, kleine Planeten; česky tedy malé planety, a protože čeština má možnost vytvářet zdrobněliny pomocí koncovek, tak se ujalo slovo planetky. Slovo planetka tedy vyjadřuje podstatu těchto objektů a ne to, jak se jeví při pohledu do dalekohledu.
Slovo asteroid se však stále používá, především v americké terminologii (na rozdíl od anglického minor planet), a díky překladům se tak udržuje i v dalších jazycích.

## Sluneční soustava

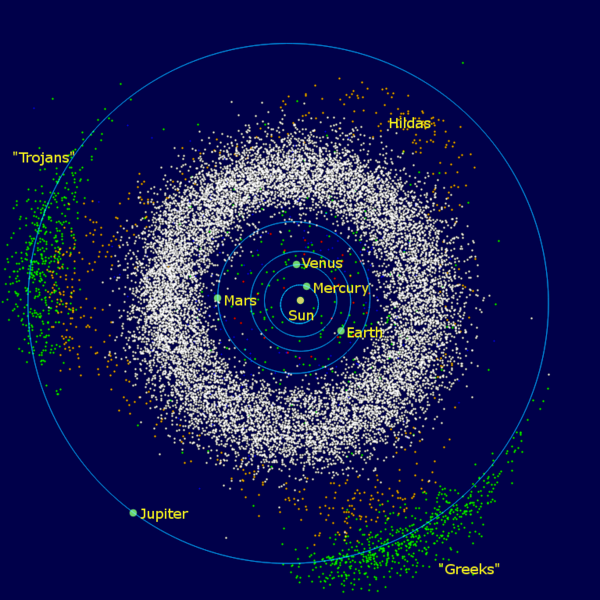
Rozložení asteroidů ve sluneční soustavě

V rámci sluneční soustavy už byly objeveny desetitisíce asteroidů. K 17. únoru 2016 byly přesně vypočítány oběžné dráhy celkem 706 000, každý z nich byl označen číslem. 455 000 z nich bylo pojmenováno oficiálním jménem. Poslední odhady uvádějí celkový počet asteroidů ve sluneční soustavě na 1,1 až 1,9 milionů. Největšími asteroidy ve vnitřní části sluneční soustavy jsou (2) Pallas a (4) Vesta; průměr obou z nich dosahuje cca 500 km, (1) Ceres o průměru 900–1000 km byl v roce 2006 přeřazen do kategorie trpasličích planet.

## Klasifikace asteroidů
Asteroidy jsou zařazovány do skupin na základě charakteristik jejich oběžných drah a detailů viditelného světla, které se odráží od jejich povrchu.

### Orbitální skupiny a rodiny
Asteroidy se dělí do skupin a rodin na základě charakteristik oběžných drah. Obvykle je celá skupina pojmenována po prvním objeveném členovi. Skupiny jsou relativně volná dynamická spojení, zatímco vazby v rodinách jsou mnohem pevnější – jsou výsledkem rozpadu jednoho velkého asteroidu na několik menších.

### Spektrální klasifikace
Roku 1975 Clark R. Chapman, David Morrison a Ben Zellner vyvinuli taxonomický systém, založený na barvě, schopnosti odrážet záření a tvarech spektra. Tyto vlastnosti pravděpodobně odpovídají složení materiálu na povrchu asteroidu. Původně klasifikovali jen tři typy asteroidů:
- asteroidy typu C uhličité, 75% známých asteroidů
- asteroidy typu S – křemičité, 17% známých asteroidů
- asteroidy typu M – kovové, většina ostatních asteroidů

Od této doby došlo k mnoha rozšířením, kdy do něj bylo přidáno mnoho nových typů.

#### Problémy se spektrální klasifikací
Původně byla spektrální označení založena na určení složení asteroidů:
- C – uhličitan (ang. carbonate)
- S – křemičitan (ang. silicate)
- M – kovový (ang. metallic)

To však vedlo k velkému omylu, jelikož se předpokládalo, že typ asteroidu nesvědčí o jeho složení. Zatímco asteroidy různých spektrálních klasifikací jsou pravděpodobně složené z různých materiálů, není zaručené, že asteroidy v rámci jedné taxonomické jednotky mají i stejné složení.
Vědci se ale nebyli schopni dohodnout na novém taxonomickém systému asteroidů, výsledkem čehož spektrální klasifikace uvízla na mrtvém bodě.

## Objevování asteroidů

### Historické metody
Díky objevům na poli astronomie došlo v posledních dvou stoletích k velkému posunu v objevování asteroidů.
Na konci 18. století vytvořil baron Franz Xaver von Zach skupinu 24 astronomů, která měla na obloze najít chybějící planetu, která se, podle předpokladu Titius-Bodeova zákona, měla nacházet přibližně ve vzdálenosti 2,8 astronomické jednotky od Slunce. Impulsem k vytvoření této skupiny byl úspěch Williama Herschela, který v roce 1781 objevil za pomoci stejného zákona planetu Uran. Bylo nutné připravit ručně kreslené mapy oblohy pro všechny hvězdy zvěrokruhu až po dohodnutou limitní magnitudu. Během následujících nocí měla být obloha zmapována, přičemž cílem pátrání měl být nějaký neznámý pohybující se objekt. Předpokládalo se, že rychlost pohybu nové planety by měla činit asi 30 úhlových vteřin za hodinu. Během tohoto pátrání však nebyla objevena planeta nýbrž asteroid 1 Ceres (planetka), který byl objeven roku 1801 jedním ze členů skupiny. Během několika následujících let byly objeveny další asteroidy: 2 Pallas (planetka), 3 Juno (planetka), 4 Vesta (planetka), přičemž poslední z nich byl objeven roku 1807.
V pátrání po dalších asteroidech pokračoval od roku 1830 Karl Ludwig Hencke. O 15 let později objevil asteroid (5) Astraea. Za méně než dva roky našel asteroid (6) Hebe. K pátrání se zanedlouho přidali i další astronomové a od té doby byl každým rokem objeven alespoň jeden nový asteroid (vyjma roku 1945). Mezi významné „hledače“ asteroidů patřili např.: John Russell Hind, Annibale de Gasparis, Karl Theodor Robert Luther, Hermann Mayer Salomon Goldschmidt, Jean Chacornac, James Ferguson, Norman Robert Pogson, Ernst Wilhelm Leberecht Tempel, James Craig Watson, Christian Heinrich Friedrich Peters, Alphonse Louis Nicolas Borrelly, Johann Palisa, Paul Henry, Prosper Henry a Auguste Charlois.
Roku 1891 použil Maximilian Franz Joseph Cornelius Wolf poprvé astrofotografii na zjišťování přítomnosti asteroidů, která z důvodu dlouhé expozice zobrazovala proužky světla na fotografické desce. Tato metoda v porovnání s předchozími výrazně zvýšila úspěšnost při pátrání po nových asteroidech. Sám Wolf jich objevil celkem 248 počínaje 323 Brucia (planetka). O století později byl identifikován stále jen zlomek z celkového počtu existujících asteroidů. Astronomové se jimi příliš nezabývali a nazývali je jako „nebeská havěť“.

### Moderní metody
Asteroidy byly až do roku 1998 (příchod automatizovaných systémů) hledány ve čtyřech krocích. Nejprve se vyfotografovala část oblohy širokoúhlým dalekohledem. Většinou byly pořízeny dvě fotografie s odstupem jedné hodiny.
Poté se tyto párové fotografie zkoumaly pomocí stereoskopu. Obrázek pohybujícího se tělesa se pod stereoskopem jevil oproti hvězdám v pozadí jako nepatrně „plavající“. Následně poté, co se podařilo identifikovat pohybující se těleso, byla jeho pozice přesně změřena použitím digitalizačního mikroskopu. Tato pozice se měřila relativně vůči hvězdám, jejichž poloha byla známa.
Tyto tři kroky však ještě neznamenaly objev asteroidu: pozorovatel totiž zatím jen našel úkaz, který dostal dočasné označení. Posledním krokem bylo zaslání pozic a časů měření Brianu Marsdenovi z Centra planetek (ang. Minor Planet Center). Dr. Marsden má k dispozici počítačové programy schopné vypočítat, zda tento úkaz obíhá po ucelené oběžné dráze. Pokud ano, je pozorovatel úkazu prohlášen za objevitele a dostane právo jej pojmenovat ihned poté, co dostane číslo.

### Pojmenování objevených asteroidů
Jakmile je potvrzena oběžná dráha asteroidu, dostane tento číslo a později mu může být přiděleno i jméno (např. 1 Ceres). Několik prvních bylo pojmenováno po postavách z řecko-římské mytologie. Později byla používána i jména slavných osobností, manželek objevitelů a dokonce i televizních postav. Nepsaná tradice udělování pouze ženských jmen pomyslně skončila až asteroidem 334 Chicago. Občasné pojmenovávání ženskými jmény však pokračovalo i poté.
Asteroid číslo 9822, objevený Observatoří Mt. Palomar, pojmenovala Mezinárodní astronomická unie (IAU) názvem (9822) Hajduková 4114 T–1 podle slovenské astronomky Dr. Márie Hajdukové. Další "české stopy" jsou například (3336) Grygar a (3337) Miloš objevené Lubošem Kohoutkem roku 1971, (6149) Pelčák objevená Antonínem Mrkosem 1979, (7532) Pelhřimov – Miloš Tichý roku 1995, (7739) Čech – L. Brožek roku 1982 .... z novější doby např. (10634) Pepibican a (10919) Pepikzicha od Lenky Šarounové (další jsou uvedeny na její stránce).
Několik skupin asteroidů nese jména s klasickým námětem jako např. Centauri. Jednotlivé asteroidy v pásu obíhajícím mezi Saturnem a Neptunem jsou všechny pojmenované podle legendárních kentaurů a hrdinů z Trojské války. Roku 2003 došlo k objevu nové skupiny asteroidů Apoheles.

### Nejnovější technologie: hledání nebezpečných asteroidů
V poslední době se zvyšuje zájem identifikovat asteroidy, které protínají oběžnou dráhu Země a u nichž tedy existuje riziko srážky se Zemí. Mezi tři nejdůležitější skupiny asteroidů blízko Země patří Apollo, asteroidy Amors a asteroidy Athens.
Do skupiny asteroidů blízko Země patří i 433 Eros, který byl objeven už roku 1898. V následujícím období byla objevena srovnatelná tělesa – v pořadí, v jakém byly objevené, jsou to: 1221 Amor, 1862 Apollo, 2101 Adonis a konečně 69230 Hermes, který se roku 1937 přiblížil do vzdálenosti pouhých 0,005 AU od Země.
Dvě významné události v pozdějších desetiletích ještě zvýšily stupeň znepokojení: zvyšující se akceptace teorie Waltera Alvareze o vyhubení dinosaurů následkem dopadu asteroidu na Zem a pozorování srážky komety Shoemaker-Levy 9 s Jupiterem v roce 1994.
Tyto a mnohé jiné události podnítily spuštění vysoce efektivních automatických systémů, sestávajících z CCD (ang. Charge-Coupled Device) fotoaparátů a počítačů napojených přímo na dalekohledy. Od roku 1998 byla těmito systémy objevena velká většina asteroidů.
Seznam těchto systémů:
- Lincoln Near-Earth Asteroid Research (LINEAR)
- Near-Earth Asteroid Tracking (NEAT)
- Spacewatch
- Lowell Observatory Near-Earth-Object Search (LONEOS)
- Catalina Sky Survey
- Campo Imperatore Near-Earth Objects Survey (CINEOS)
- Japanese Spaceguard Association
- Asiago-DLR Asteroid Survey

Sám systém LINEAR objevil do 28. srpna 2007 více než 84 764 asteroidů. Dnes jich je asi 136 000.[zdroj?]
Nicméně obrana proti asteroidům nemusí být tak efektivní jak se předpokládalo.

## Průzkum asteroidů

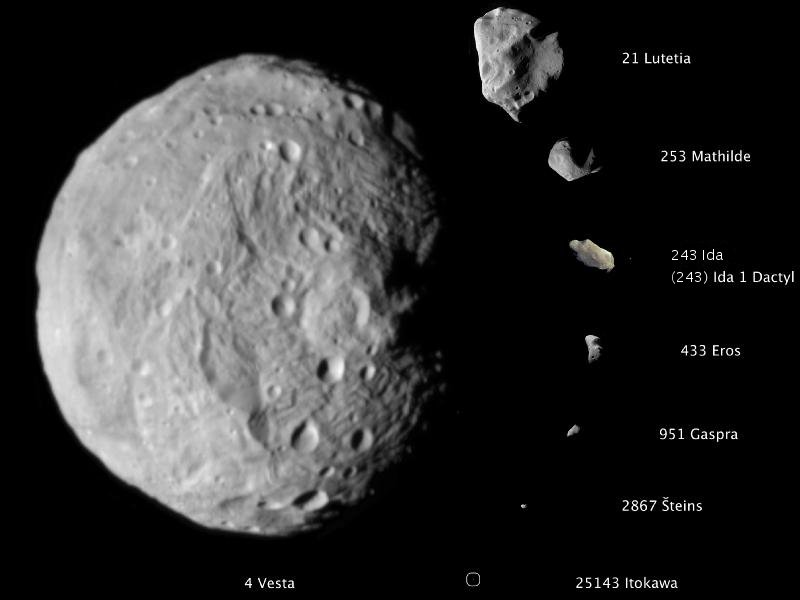
přiblížený pohled na asteroid

Až do doby letů do vesmíru byly asteroidy i těmi největšími dalekohledy vidět jako pouhé světelné body a jejich povrch zůstával záhadou.
První fotografie objektů podobných asteroidům byla zblízka pořízena roku 1971, kdy sonda Mariner 9 vyfotografovala Phobos a Deimos, dva malé měsíce planety Mars, které jsou pravděpodobně gravitačně zachycenými asteroidy. Tyto fotografie odhalily jejich velmi nepravidelný tvar.
Prvním skutečným, zblízka vyfotografovaným asteroidem byl roku 1991 (951) Gaspra následovaný roku 1993 asteroidem (243) Ida a jeho souputníkem Dactyl. Všechny tyto objekty byly vyfotografovány sondou Galileo na cestě k Jupiteru.
První sondou zaměřenou na asteroidy byla NEAR Shoemaker, která vyfotografovala asteroid (253) Mathilde, než začala obíhat kolem asteroidu (433) Eros, na kterém roku 2001 i přistála. Mezi další asteroidy, které byly krátce sledovány sondami, patří (9969) Braille – sondou Deep Space 1 roku 1999 a (5535) Annefrank – sondou Stardust roku 2002.
Střetnutí s asteroidy měla naplánované i sonda Rosetta (ESA), vypuštěná roku 2004. V roce 2008 sledovala asteroid (2867) Šteins a v roce 2010 se přiblíží k asteroidu (21) Lutetia.

## Srážky se Zemí v geologické minulosti
Dnes víme, že mnohokrát v historii naší planety došlo ke srážkám Země s velkými asteroidy. Například vymírání na konci křídy před 66 miliony let zřejmě do značné míry zapříčinil dopad desetikilometrové planetky Chicxulub do oblasti současného Mexického zálivu. Planetka vážila asi 8 bilionů tun a měla objem kolem 2600 km³. Srazila se se zemí v oblasti mělkého moře při rychlosti kolem 20 km/s. Na tento dnes již velmi dobře vědecky podložený scénář katastrofického vymírání na konci křídy přišel čtyřčlenný tým amerických vědců kolem fyzika Luise Alvareze na konci 70. let 20. století. V roce 1980 pak byla publikována dnes již slavná Alvarezova impaktní teorie, která s drobnými úpravami setrvává v platnosti i po více než čtyřech desetiletích.
Podle vědecké studie z roku 2021 mohl být objekt, který dopadl do oblasti budoucího Mexického zálivu na konci období křídy (před 66 miliony let) a vyhubil dinosaury a dalších 75 % tehdejších druhů ve skutečnosti dlouhoperiodickou kometou a nikoliv dosud favorizovaným asteroidem z kategorie uhlíkatých chondritů. Ne všichni vědci ale s touto interpretací souhlasí a za nejpravděpodobnějšího kandidáta považují uhlíkatý chondrit (typ kamenné planetky).